# 沃尔什 (科罗拉多州)
沃尔什（英語：Walsh），是美国科罗拉多州巴卡县下属的一座城市。建市于1928年7月19日，面积大约为0.447平方英里（1.158平方公里）。根据2010年美国人口普查，该市有人口546人。2011年估计该市有人口548人，相比2010年人口增长率为0.37%。同时，论人口该市是科罗拉多州第190大城市。